# Segelnummer

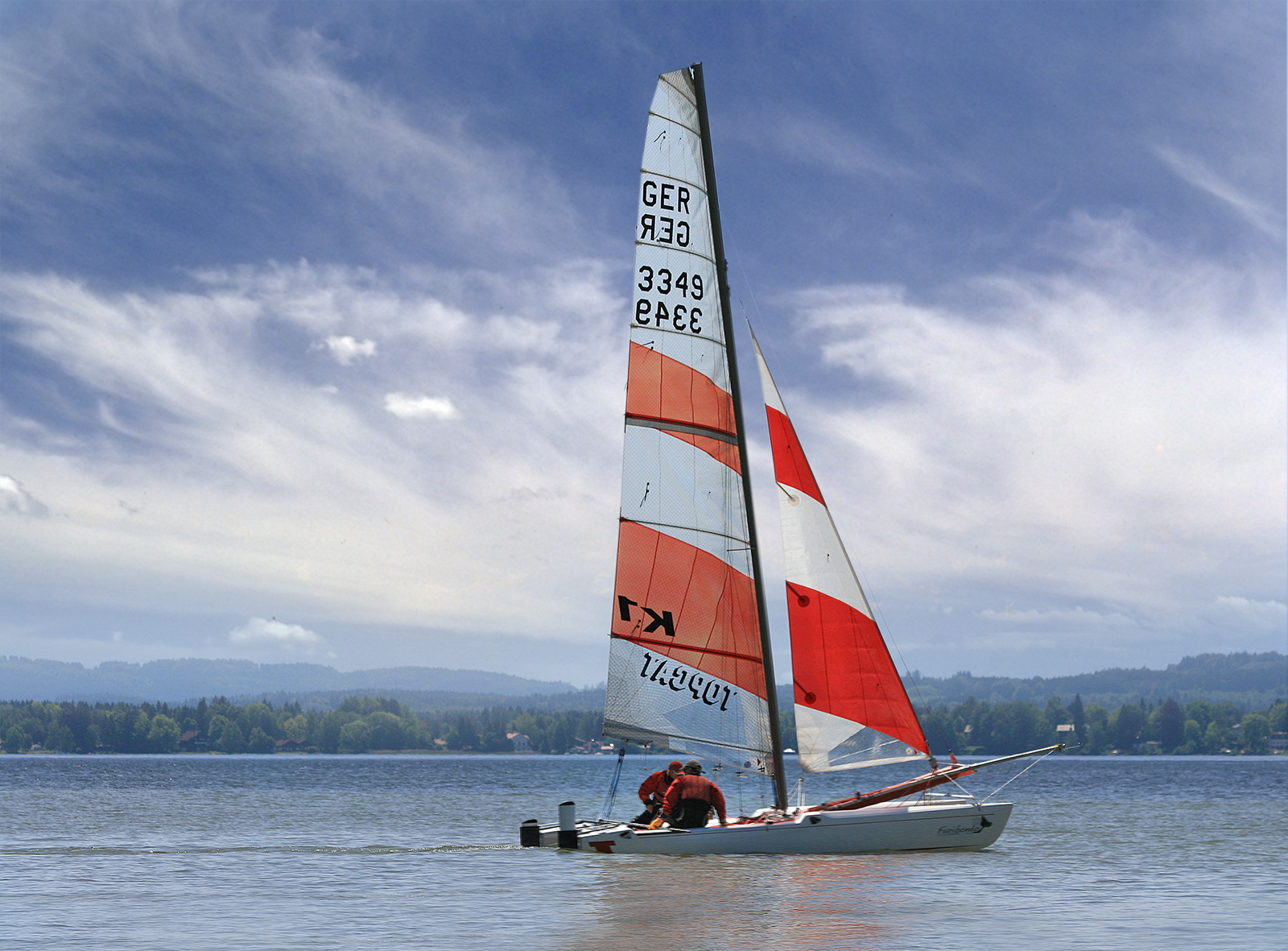
Katamaran mit Segelnummer

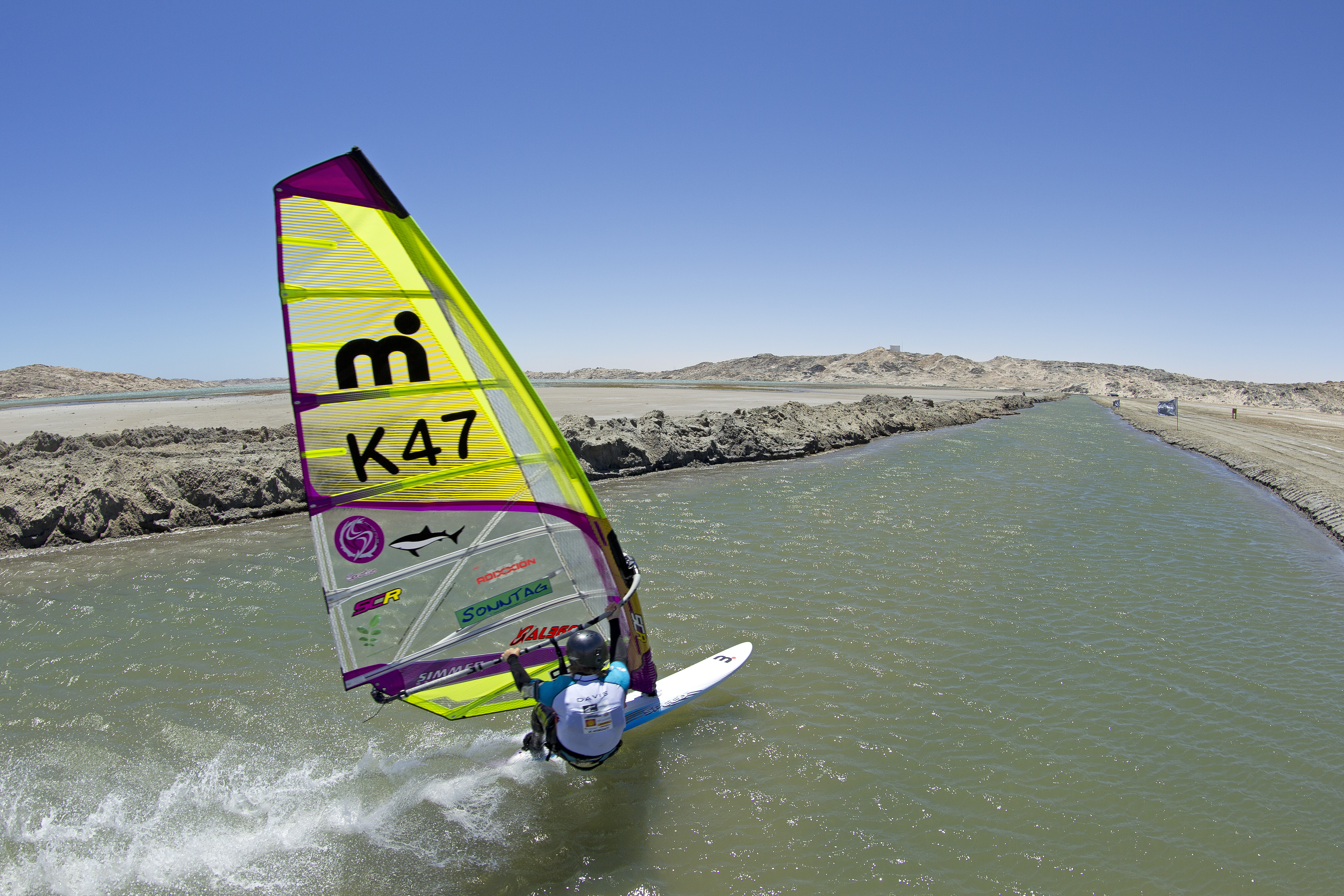
Segelnummer beim Windsurfen

Eine Segelnummer ist eine im Segelsport verwendete eindeutige Kennzeichnung von Booten. Segelnummern sind in Deutschland kein amtliches oder amtlich anerkanntes Schiffskennzeichen.
Sie besteht aus:
- den Nationalitätsbuchstaben/Nationalcode (Deutschland: ab 1995: GER; vorher G für die BRD und bis 1990 für die DDR das Kürzel GO oder DDR; Österreich: ehemals OE / nun AUT; Schweiz: SUI). Diese sind heute durchwegs dreistellig. Im Fall von Kroatien (CR0) und Chile (CR1) enthält sie ausnahmsweise eine Ziffer.[1]
- der Nummer, die in der Regel fortlaufend entweder vom Hersteller, von der International Sailing Federation oder der internationalen oder nationalen Klassenvereinigung zugewiesen wird. Die Segelnummer wird dementsprechend national oder international gezählt.

Viele Bootsklassen legen für die Nummernvergabe die Baunummer des Schiffes zu Grunde, andere wie beispielsweise Finn-Dinghy oder FD vergeben persönliche Nummern – hier sind mitunter riesige Lücken zwischen den Nummern vorhanden.
Der Sprachgebrauch ist nicht einheitlich. Unter Segelnummer kann entweder die Gesamtheit von Nummer und Nationalitätenkennzeichen verstanden werden oder auch nur die Nummer. Das Segelzeichen, das die Bootsklasse, d. h. den Segelschiffstyp, kennzeichnet, wird aber in der Regel nicht als Bestandteil der Segelnummer verstanden.